# Олимпијско зелено хокејашко поље
Олимпијско зелено хокејашко поље, познати Olympic Green Hockey Field (поједностављени кинески језик: 北京奥林匹克公园曲棍球场; традиционални кинески језик: 北京奧林匹克公園曲棍球場; пињин: Běijīng Àolínpǐkè Gōngyuán Qūgùnqiú Chǎng) је било једно од девет привремених мјеста коришћених за Љетње олимпијске игре 2008. године. Био је домаћин такмичења у хокеју на трави током Олимпијских игара и фудбалских такмичења 5-а-сиде и 7-а-сиде током Летњих параолимпијских игара 2008. године.
Покривао је површину од 11,87 хектара са 2 терена и могао је да прими 17.002 навијача. Постао је дом кинеских мушких и женских националних репрезентација у хокеју на трави. 
Објекат се налазио у Олимпијском зеленилу и изграђен је за Летње олимпијске игре 2008. Овде су се током игара одржавала хокејашка такмичења, а затим је Олимпијско зелено хокејашко поље било место играња малог фудбала на Љетњим параолимпијским играма. За изградњу најбоље опремљеног хокејашког објекта у Кини било је потребно двије године. Ипак, још пре почетка Олимпијских игара донета је одлука да се објекат поруши послије игара.
Срушен је да би се направио простор за Пекиншка национална хала за брзо клизање (Beijing National Speed Skating Oval). На том месту је 2017. почела изградња и користиће се као мјесто такмичења за Зимске олимпијске игре 2022. године.